# 鷺鶴
鷺鶴（学名：Rhynochetos jubatus），又名卡古鳥或擬冠鷸，是新喀里多尼亞特有的一種鳥類。牠們的腳長，呈藍灰色，棲息在山區密林之中。牠們是鷺鶴科下鷺鶴屬的唯一現存種。牠們幾乎不具備飛行能力，在地上以樹枝築巢。牠們受到人類引入的入侵物種掠食而接近滅絕邊緣。

## 分類
鷺鶴的分類有很多爭議，很多時與鶴形目連上。牠們最初因其粉羽毛、形態及DNA-DNA雜交數據而被分類在鷺科中。
一般認為鷺鶴是與新西蘭已滅絕的adzebill及南美洲的日鳽是近親。研究發現日鳽是鷺鶴的姊妹分類，但這項研究的分類沒有用上傳統的鶴形目，而是使用了一個包括麝雉、鳩鴿科、夜鷹目、火烈鳥、鸏屬、雨燕目、沙雞科及鷿鷈科的新分支。所以這個分支只是一個集大成的分支，其內部關係並沒有明確解釋。不論怎樣，鷺鶴及日鳽組成了一個岡瓦那大陸的鳥類分支。

## 特徵
鷺鶴是一種陸禽，大小如小雞，棲息在新喀里多尼亞的森林及叢林。牠們的羽毛顏色較為鮮艷，呈灰色及白色，對比其他生活在森林底層的鳥類並不尋常。牠們有粉羽毛，可以幫助保持乾爽及隔熱。牠們接近不能飛行，雙翼只是用來示愛及幫助奔跑，也可用來滑翔。牠們的雙翼不像其他不能飛的鳥般退化，但卻沒有用來飛行的肌肉。牠們的腳、喙及雙眼都是紅色的，眼睛的位置令牠們擁有雙眼視覺，可以在葉堆中尋找食物及在夜間的森林中看得見。鷺鶴是兩性異形的。牠們的鼻孔上有結子，其屬名也是因此而來。與其他鳥類相比，牠們只有三分之一數量的紅血球，而紅血球內的血紅素卻有三倍之多。

## 行為
鷺鶴是完全肉食性的，吃多種的動物，包括環節動物、蝸牛及蜥蜴。牠們也會吃幼蟲、蜘蛛、蜈蚣及昆蟲，如草蜢及甲蟲。牠們大部份的食物都是來自葉堆或土壤，其他的則來自植物、舊樹木及岩石。鷺鶴有時也會到淺水區覓食。牠們會在地上靜默不動監視獵物。

### 繁殖
鷺鶴是一夫一妻制的，且是地盤性的，佔約10-28公頃。牠們的巢很簡單，只是一堆葉子，有時甚至只在地上生蛋。牠們並不會收藏鳥巢，但會選擇在近樹幹或植物的位置築巢。牠們每次會生一隻蛋，蛋呈灰色及重60-75克。父母會一同孵蛋，每24小時及約於中午時段換手。牠們孵蛋時會坐著不動，只會間中快速的覓食及呼叫伴侶換手時才會離開。孵化期為33-37天，以蛋的大小來算是較長的時間。年長的幼鳥會幫助餵養雛鳥。
一篇2018年的新研究顯示鷺鶴是「兄弟共妻制」（fraternal polyandry）。一個家庭中有一到三個雄性，這些雄性之間是兄弟或半兄弟關係。雄性後代們通常會一起在父母的領域附近找塊新的領域建立自己的家庭，因些會形成因許多家庭構成的氏族。雌性後代則會離開，加入別的氏族。有時雄性也會被趕出氏族，這些被趕走的雄性會自己找一塊領域和一隻雌鳥，建立新的氏族。大多個體都在性成熟之前即擁有家庭和領土。同一個氏族內的雄性全部都有親緣關係，雌性則都沒有關係。一個家庭內的雄性死亡時，同氏族內的其他雄性可以替補。除此之外，已經建立自己領域的雄鳥仍常會回老家看父母和叔叔。

## 威脅及保育

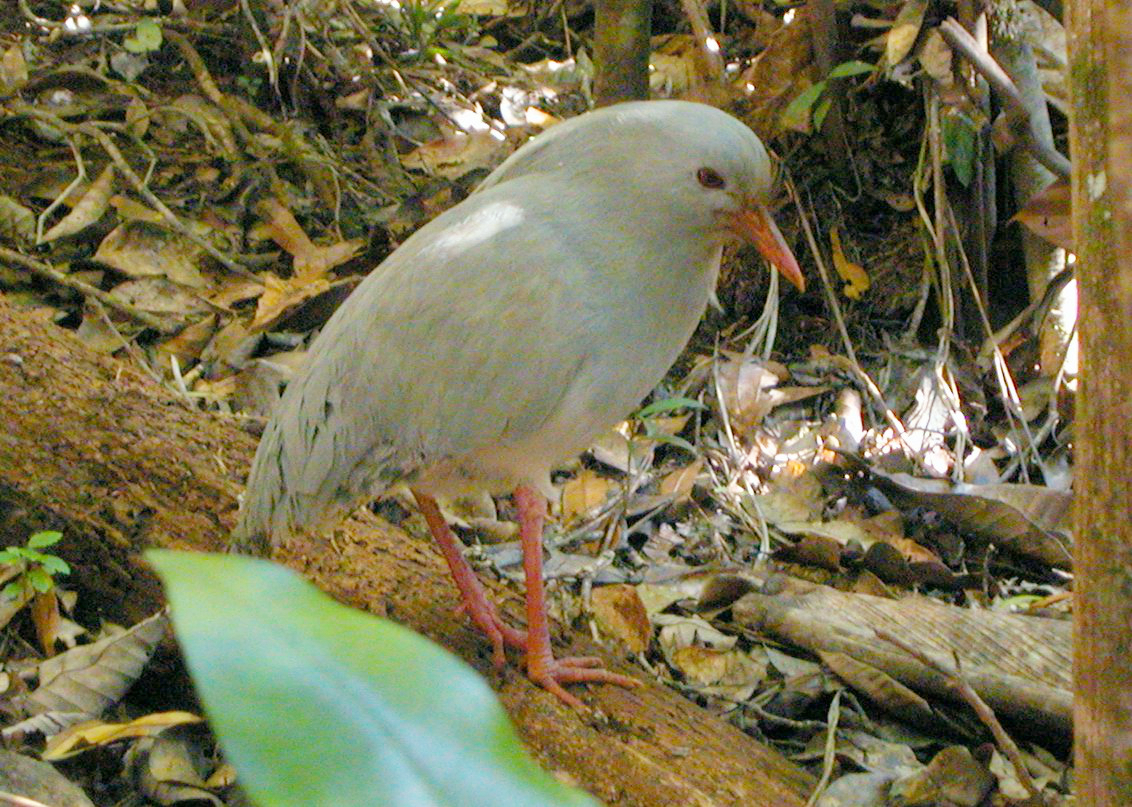
野生的鷺鶴。

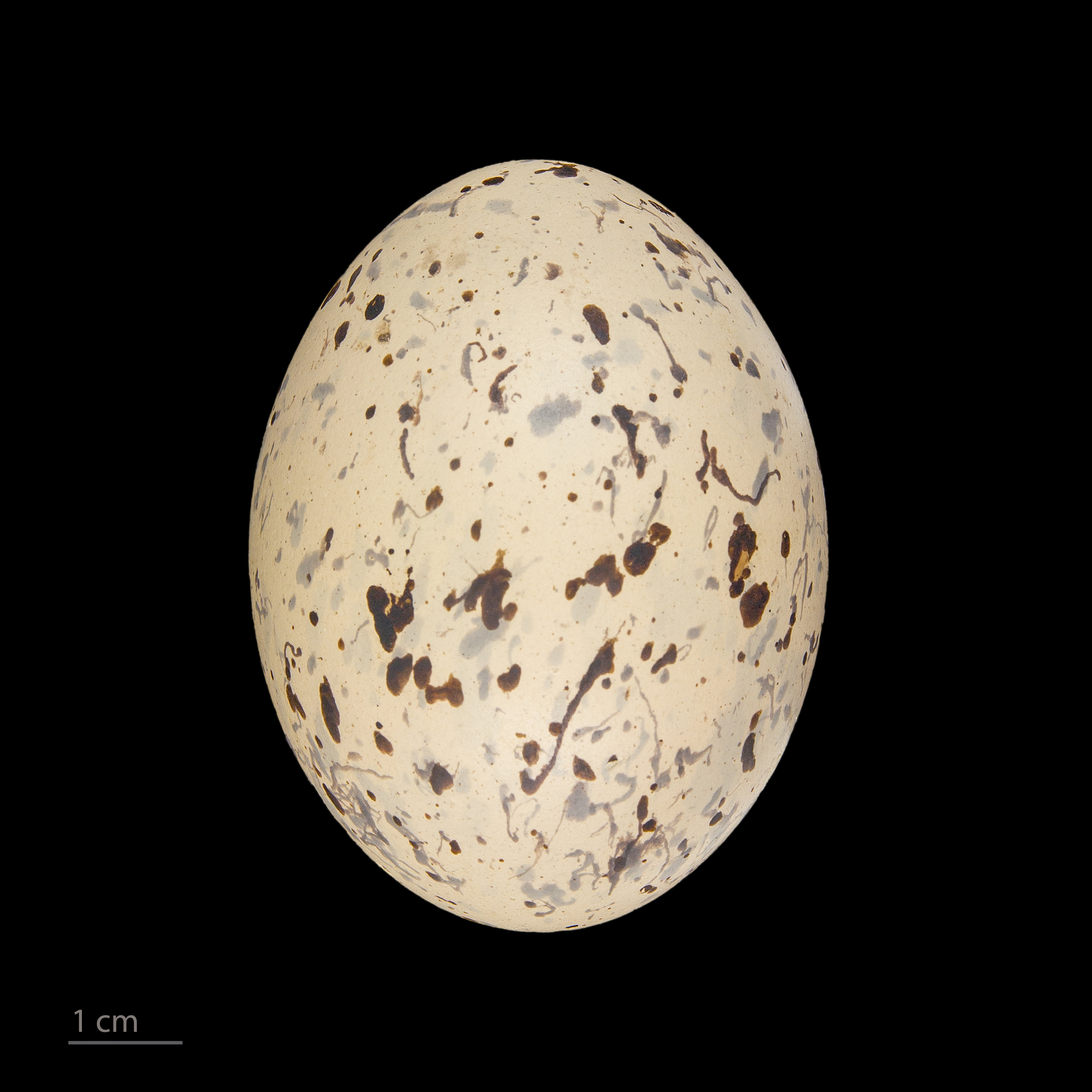
Rhynochetos jubatus

鷺鶴的保育要到1948年才受到關注。由於新喀里多尼亞在人類到來前島內只有甚少哺乳動物，故牠們特別受到入侵的野貓、豬及狗的威脅。大家鼠是雛鳥死亡的主因，其中佔了55%。牠們衰落的起頭是因不斷的獵殺及捕獲作為寵物。牠們也受到失去棲息地的影響。世界自然保護聯盟將牠們列為瀕危物種，在新喀里多尼亞受到全面的保護。
鷺鶴是新喀里多尼亞的特有象徵。其獨特的歌聲每晚也會在電視上播放。牠們的生存對當地的經濟及形象起著重要的作用。